# LINK (tijdschrift)
LINK is een Vlaams Links-Liberaal tijdschrift, in het leven geroepen door verschillende mensen uit de omgeving van SPIRIT toen Geert Lambert voorzitter werd van de partij. Het nulnummer verscheen in het najaar van 2004. Het blad wil een denktank voeden op het gebied van links-liberalisme.
Vanwege de achtergrond van het blad is er vrij veel informatie in te vinden over regionalisme, met name de communautaire kwesties in België komen aan bod. Ook de Europese Vrije Alliantie en de diverse aangesloten regionalistische partijen hebben er een platform. Daarnaast hebben inmiddels Nederlandse politici de weg naar het blad gevonden.
Op 22 november 2005 citeerde de Nederlandse premier Jan Peter Balkenende een uitspraak van PvdA-leider Wouter Bos in het blad over financiering van de AOW tijdens de Algemene politieke beschouwingen in de Eerste Kamer der Staten-Generaal.
Sinds juli 2008 is het blad niet meer uitgekomen.